# Aloe downsiana
Aloe downsiana ist eine Pflanzenart der Gattung der Aloen in der Unterfamilie der Affodillgewächse (Asphodeloideae). Das Artepitheton downsiana ehrt den britischen Zahnarzt Philip E. Downs (* 1938), der sich für Aloen interessiert.

## Beschreibung

### Vegetative Merkmale
Aloe downsiana wächst stammbildend, ist einzeln oder selten mit ein bis zwei Zweigen von der Basis aus verzweigt. Die niederliegenden oder hängenden Stämme erreichen eine Länge von bis zu 150 Zentimeter und sind 5 bis 7 Zentimeter dick. Reste toter Blätter sind kaum an ihnen vorhanden. Die zwölf bis 15 Laubblätter sind lanzettlich. Ihre trüb dunkelgrüne Blattspreite ist 50 Zentimeter lang und 15 Zentimeter breit. Die rötlich braun gespitzten Zähne am Blattrand sind 5 Millimeter lang und stehen 20 Millimeter voneinander entfernt. Der Blattsaft ist gelb. Er trocknet fast klar.

### Blütenstände und Blüten
Der aufrechte Blütenstand besteht aus bis zu fünf Zweigen und erreicht eine Länge von bis zu 120 Zentimeter. Die ziemlich dichten, zylindrisch-zugespitzten Trauben sind bis zu 35 Zentimeter lang. Die schmal-lanzettlichen, weißen Brakteen weisen eine Länge von 10 bis 12 Millimeter auf und sind 4 Millimeter breit. Die rosafarbenen, winzig  feinflaumigen Blüten sind an der Mündung gelb und stehen an bis zu 10 Millimeter langen, rosafarbenen Blütenstielen. Die Blüten sind 30 bis 35 Millimeter lang. Auf Höhe des Fruchtknotens weisen die Blüten einen Durchmesser von 7 Millimeter auf. Ihre äußeren Perigonblätter sind auf einer Länge von 12 Millimetern nicht miteinander verwachsen. Die Staubblätter und der Griffel ragen 2 bis 3 Millimeter aus der Blüte heraus.

## Systematik und Verbreitung
Aloe downsiana ist in Äthiopien an vertikalen, bewachsenen Felsflächen in Höhen von etwa 2175 Metern verbreitet. Die Art ist nur vom Typusfundort bekannt.
Die Erstbeschreibung durch Thomas A. McCoy und John Jacob Lavranos wurde 2007 veröffentlicht.

## Nachweise